# Beach House (album)
Beach House – debiutancki album studyjny amerykańskiego duetu dream pop, Beach House, wydany 3 października 2006 roku, nakładem Carpark Records w Ameryce Południowej, Bella Union w Europie i Mistletone Records w Australii. Album zebrał pozytywne opinie wśród krytyków.
Album miał zremasterowaną reedycję w 2010 roku wykonaną przez HeartBreakBeat Records, wydanym na czarnej płycie winylowej, jako limitowany egzemplarz do 1,000 sztuk. W 2012, do sprzedaży trafiło specjalne wydanie nakładem Bella Union, na białej płycie winylowej. W 2015 roku, zespół samodzielnie wydał album na białej kasecie magnetofonowej, w trakcie trwania trasy koncertowej, wspierającej album, Depression Cherry.
Album został nagrany na wielościeżkowym nagraniu, w ciągu dwóch dni w piwnicy Scally'ego.

## Odbiór krytyczny
Beach House otrzymał ogólnie pozytywne recenzje wśród krytyków. Na Metacritic jest przypisana ocena 73/100, na podstawie 14 recenzji.

## Lista utworów
1. Saltwater
2. Tokyo Witch
3. Apple Orchard
4. Master of None
5. Auburn and Ivory
6. Childhood
7. Lovelier Girl (ft. Tony Doré)
8. House on the Hill
9. Heart and Lungs (ukryty utwór "Rain in Numbers" zaczyna się na 5:25 minucie)

## Personel

### Beach House
- Victoria Legrand
- Alex Scally

### Produkcja
- Rob Girardi – nagrywanie, miksowanie
- Adam Cooke – nagrywanie
- Rusty Santos – mastering
- Liz Flyntz – fotografia